# Vicia fulgens
Vicia fulgens — вид квіткових рослин з родини бобових (Fabaceae). Ареал охоплює такі країни: Алжир, Туніс.

## Середовище
Цей багаторічний вид має висоту від одного до двох метрів, а його улюбленими місцями проживання є підлісок та вологі луки. Цей вид перебуває під загрозою зникнення через невеликий ареал і скорочення популяції. Розвиток сільського господарства та інфраструктури впливає на його середовище існування.